# Émile Engel (ténor)
Pour les articles homonymes, voir Émile Engel et Engel.
François Pierre Émile Engel, né à Paris le 15 février 1847 où il est mort le 18 juillet 1927, est un chanteur d'opéra français.
Ténor, il a chanté de nombreux rôles principaux dans toute l'Europe dont à Bruxelles, Paris ou Monte-Carlo.

## Biographie
Engel est né à Paris. Il y est élève de Gilbert Duprez durant quatre ans. Il fait ses débuts en 1863 à l'âge de 16 ans dans Jeanne d'Arc de Duprez. Au début de sa carrière, il chante au Théâtre des Fantaisies-Parisiennes où, en 1867, il crée le rôle-titre dans Le chanteur florentin de Jules Duprato. Il fait ses débuts à l'Opéra-Comique en 1877 et y crée l'année suivante le rôle d'Enrique dans Les noces de Fernande de Louis Deffès. En 1879, il quitte l'Opéra-Comique et chante dans d'autres pays européens. De 1885 à 1889, il est l'un des principaux ténors du Théâtre Royal de la Monnaie à Bruxelles chantant dans les créations mondiales de Henry Litolff, Les templiers (1886), Emmanuel Chabrier, Gwendoline (1886), Jocelyne de Benjamin Godard (1888) et Richilde d'Émile Mathieu (1888).
Son fils aîné Joseph (José) Engel est un peintre, qui a laissé des portraits et des caricatures de Chabrier ; d'après Gwendoline. Les familles deviennent proches, se correspondent et se visitent. Chabrier a dédié sa Chanson de Jeanne à Pierre-Émile Engel.
Dans ses dernières années, Engel enseigne le chant. Son élève la plus célèbre est Jane Bathori, qu'il épousera. Le couple a souvent chanté ensemble dans des récitals de mélodies de compositeurs contemporains français. Le martin-pêcheur de Maurice Ravel de son cycle de mélodies Histoires naturelles est dédiée à Engel tout comme Daphénéo de Erik Satie. Engel devient professeur au Conservatoire de Paris en 1907 et y enseigne jusqu'à la Première Guerre mondiale. Parmi ses autres élèves se trouvent, entre autres, Louis Cazette, Louis Guénot, Françoise Rosay ou encore le ténor canadien Rodolphe Plamondon.
Pierre-Émile Engel meurt à Paris en 1927 à l'âge de 80 ans.